# Fatty's Chance Acquaintance
Fatty's Chance Acquaintance er en amerikansk stumfilm fra 1915 af Fatty Arbuckle.

## Medvirkende
- Roscoe 'Fatty' Arbuckle som Fatty
- Billie Bennett
- Harry McCoy
- Minta Durfee
- Frank Hayes